# Listă de filme braziliene din 2007
Aceasta este o listă de filme braziliene din 2007:

## Lista
| Titlu                                | Regizor                 | Actori | Gen                | Note                           |  |
| ------------------------------------ | ----------------------- | --- | ------------------ | ------------------------------ |  |
| 3 Efes                               |                         | | Drama              |                                |  |
| 5 Frações de Uma Quase História      |                         | | Drama              |                                |  |
| A Casa de Alice                      | Chico Teixeira          | Carla Ribas                                                                                                 | Drama              | 2007 Opera Prima Havana Winner |  |
| A Dança da Vida                      |                         | | Documentary        |                                |  |
| A Grande Família - O Filme           |                         | Marco Nanini, Marieta Severo, Pedro Cardoso                                                                 | Comedy             |                                |  |
| Ainda Orangotangos                   | Gustavo Spolidoro       | |                    |                                |  |
| Amigos de Risco                      | Daniel Bandeira         | | Drama              |                                |  |
| Baixio das Bestas                    | Cláudio Assis           | Matheus Nachtergaele                                                                                        | Drama              |                                |  |
| Caixa Dois                           | Bruno Barreto           | Fúlvio Stefanini, Giovana Antonelli                                                                         | Comedy             |                                |  |
| Cão Sem Dono                         |                         | | Drama              |                                |  |
| Cartola - Música Para os Olhos       |                         | | Documentary        |                                |  |
| Cidade dos Homens                    |                         | | Drama              |                                |  |
| Cobrador: In God We Trust            |                         | | Drama              |                                |  |
| Conceição: Autor Bom é Autor Morto   |                         | | Drama, Comedy      |                                |  |
| Elite Squad                          | José Padilha            | Wagner Moura                                                                                                | Action/Crime drama | 2008 Golden Berlin Bear Winner |  |
| Estômago                             | Marcos Jorge            | João Miguel Leonelli                                                                                        | Drama/Comedy       |                                |  |
| Fabricando Tom Zé                    |                         | | Documentary        |                                |  |
| Histórias de Alice                   | Oswaldo Caldeira        | |                    |                                |  |
| Histórias do Rio Negro               |                         | | Documentary        |                                |  |
| Inesquecível                         |                         | | Drama              |                                |  |
| Jogo de Cena                         |                         | | Documentary        |                                |  |
| Maré, Nossa História de Amor         |                         | | Drama, Musical     |                                |  |
| Maria Bethânia - Pedrinha de Aruanda |                         | | Documentary        |                                |  |
| Memória do Movimento Estudantil      |                         | | Documentary        |                                |  |
| Meteoro                              |                         | | Drama              |                                |  |
| Nas Terras do Bem-Virá               |                         | | Documentary        |                                |  |
| Noel - Poeta da Vila                 |                         | | Drama              |                                |  |
| Not by Chance                        |                         | Rodrigo Santoro                                                                                             |                    |                                |  |
| O Mundo Em Duas Voltas               |                         | | Documentary        |                                |  |
| Ó Paí, Ó                             |                         | Lázaro Ramos, Wagner Moura                                                                                  | Comedy, Musical    |                                |  |
| O Signo da Cidade                    | Carlos Alberto Riccelli | Bruna Lombardi, Juca de Oliveira, Malvino Salvador, Graziella Moreto, Luiz Miranda, Denise Fraga, Eva Vilma | Drama              |                                |  |
| Os 12 Trabalhos                      |                         | |                    |                                |  |
| Pequenas Histórias                   |                         | | Family             |                                |  |
| Podecrer!                            |                         | | Drama              |                                |  |
| Primo Basílio                        |                         | Fábio Assunção                                                                                              | Drama              |                                |  |
| Proibido Proibir                     |                         | | Drama              |                                |  |
| Querô                                |                         | | Drama              |                                |  |
| Saneamento Básico                    | Jorge Furtado           | Fernanda Torres, Wagner Moura, Lázaro Ramos                                                                 | Comedy             |                                |  |
| Santiago                             |                         | | Documentary        |                                |  |
| Segurança Nacional                   |                         | Thiago Lacerda, Milton Gonçalves                                                                            | Action             |                                |  |
| Sem Controle                         |                         | | Drama              |                                |  |
| Uma Aventura no Tempo                | Maurício de Souza       | | Animation          |                                |  |
| Valsa Para Bruno Stein               |                         | | Drama              |                                |  |
| Xuxa em Sonho de Menina              |                         | Xuxa | Family             |                                |  |